# San Ignacio de Zamucos
San Ignacio de Zamucos, o simplemente San Ignacio, fue una localidad misional fundada en el centro del Chaco Boreal en las primeras décadas del siglo XVIII por los jesuitas españoles en territorio de la etnia de los zamucos (en este caso ugaraño/ayoreo), en el actual territorio de Bolivia.

## Ubicación
Sus ruinas se encuentran en el extremo sureste del Parque nacional del Gran Chaco Kaa-Iya en la zona del sitio hoy llamado simplemente San Ignacio en el actual municipio de Charagua de la provincia Cordillera en el departamento de Santa Cruz, a pocos kilómetros de la frontera con Paraguay y del Cerro San Miguel (o "Cerro de Irala").

## Historia
San Ignacio de Zamucos fue fundada en territorio de los "zamucos ugaraños" (ayoreos) en el año 1724 por el religioso jesuita Agustín Castañares, le ayudó el también fraile Ignacio Chomé. Originalmente fue fundada con la intención de comunicarse directamente con la Provincia jesuítica del Paraguay. Sin embargo, con el fallecimiento de Castañares la reducción fue atacada constantemente por los indígenas, lo que causó que fuera abandonada en 1745, marchándose gran parte de sus pobladores a formar parte de la población de San Ignacio de Velasco.

## Geografía
San Ignacio de Zamucos fue fundada en una zona muy llana aunque rodeada de accidentes de origen hidrológico: las Salinas de San José pocos kilómetros al noroeste, las Salinas de Santiago pocos kilómetros al sur, las de Cruz de Palma pocos kilómetros al este; estas salinas son en realidad lagunas estacionales que pueden inundarse en tiempos de lluvias o en ciclo húmedos reactivando los cauces de los ríos Tucava (cuyo cauce principal se ubica al noroeste del San Ignacio de Zamucos) y Lateriquique (prácticamente una continuación del citado Tucava y del río San Miguel; el Lateriquique se dirige desde las proximidades de San Ignacio de Zamucos hacia el sur, atravesando la frontera con Paraguay en donde luego toma como cauce principal una falla geológica en dirección oeste-este hasta alcanzar al río Paraguay.